# ラティアーノ
ラティアーノ（イタリア語: Latiano）は、イタリア共和国プッリャ州ブリンディジ県にある、人口約14,000人の基礎自治体（コムーネ）。

## 地理

### 位置・広がり

#### 隣接コムーネ
隣接するコムーネは以下の通り。
- ブリンディジ
- フランカヴィッラ・フォンターナ
- メザーニェ
- オーリア
- サン・ミケーレ・サレンティーノ
- サン・ヴィート・デイ・ノルマンニ

## 行政

### 分離集落
ラティアーノには、以下の分離集落（フラツィオーネ）がある。
- Caputi, Mileto, Muro Tenente, Sottodivisione Fieo 1, Sottodivisione Fieo 2, La Specchia, Paradiso, Le Caselle (Abitato Zona Industriale), Cotrino, Madonna Di Gallana (condivisione con Comune di Oria), Moreno, Cazzato, Errico, Martuccio, San Francesco, Camarda, Cupa, Grottole, Asciulo, San Donato, Tussano